# Olivia Ross
Pour les articles homonymes, voir Ross.
Olivia Ross est une actrice  britannique.

## Biographie
Olivia Ross est née à Paris et a étudié l'art dramatique à Londres

## Filmographie

### Cinéma
- 2007 : Tout est pardonné de Mia Hansen-Løve : Gisèle
- 2009 : Je l'aimais de Zabou Breitman : Christine
- 2009 : Le Père de mes enfants de Mia Hansen-Løve : Anja, la stagiaire
- 2013 : White Lie de Nyima Cartier : Lola
- 2014 : Eden de Mia Hansen-Løve : Estelle
- 2016 : Personal Shopper d'Olivier Assayas : L'attachée de presse de la maison de couture Londonienne
- 2016 : Souffler plus fort que la mer de Marine Place : Julie
- 2016 : Chubby Funny d'Harry Michell : Joana
- 2019 : Doubles vies d'Olivier Assayas : L'amie de Laure
- 2020 : The Old Guard de Gina Prince-Bythewood : Celeste
- 2022 : White Bird: A Wonder Story de Marc Forster
- 2023 : Universal Theory de Timm Kröger

#### Courts métrages
- 2009 : Ada d'Elsa Diringer : Ada
- 2009 : Le voyage au Japon de Thibaut Gobry : Louise
- 2014 : The Undertaker d'Andres Beltran : La femme
- 2014 : Page One de Stephen Harris : Kim
- 2015 : Jealousy d'Anya Camilleri : Sam
- 2020 : Hiraeth de Ryan Andrews : Amber

### Télévision

#### Séries télévisées
- 2010 : Carlos : L'amie de Bruno Bréguet (1 épisode)
- 2014 : Rosemary's Baby : La guide touristique (1 épisode)
- 2015 : Virage Nord : Mathilde Perrucci (3 épisodes)
- 2016 : Guerre et Paix (War & Peace) : Mademoiselle Bourienne (6 épisodes)
- 2017 - 2018 : Knightfall : Reine Jeanne de Navarre (10 épisodes)
- 2018 : Killing Eve : Nadia (2 épisodes)
- 2020 : Trauma : Julie Dulac (6 épisodes)

#### Téléfilm
- 2020 : Claire Andrieux d'Olivier Jahan  : Caroline